# Chiasognathus
Chiasognathus es un género de coleóptero de la familia Lucanidae.

## Especies
Las especies de este género son:
- Chiasognathus beneshi Lacroix, 1978
- Chiasognathus grantii Stephens, 1832
- Chiasognathus impubis Parry, 1870
- Chiasognathus jousselinii Reiche, 1850
- Chiasognathus latreillei Solier, 1851
- Chiasognathus mniszechii Thomson, 1862
- Chiasognathus sombrus Paulsen & Smith, 2010